# Lacón trufado
El Lacón trufado se trata de un producto del cerdo que específicamente emplea una de sus extremidades delanteras, denominado lacón en salazón debido a su exclusiva preparación. Este fiambre es originario de la cocina lucense, pero puede encontrarse igualmente en diversas zonas de la cocina gallega. Ya a finales del siglo XX apenas se elaboraba debido a lo costoso de su operación, y su escasa demanda. El fiambre incluye trufa (trufa negra) en una proporción del 5% al 10% en peso. Se suele servir frío y loncheado.    

## Elaboración
La carne del lacón y de la panceta se pone a remojo para desalar y posteriormente ser picada. A la masa cárnica se añaden las trufas picadas, el coñac, el jerez y los huevos, con los que se hace una masa homogénea. Algunos autores añaden verduras diversas como cebollas, una cabeza de ajos, hoja de laurel, zanahorias, chirivías, romero, tomillo y perejil. Esta masa se cuece junto con un hueso de caña para que aporte su gelatina propia al fiambre resultante.  

## Servir
Suele ser cortado en láminas finas, es decir loncheado, y servido posteriormente como un fiambre. El lacón trufado es ideal para ser servido como tapa o bien como plato principal acompañado de ensaladas o verduras al vapor, o simplemente cocidas (escaldadas). El lacón trufado se puede servir acompañado con puré de manzana. A veces se sirve como un entremés. 